# Hypnum geminum
Hypnum geminum là một loài Rêu trong họ Hypnaceae. Loài này được (Mitt.) Lesq. & James mô tả khoa học lần đầu tiên năm 1884.